# Casuarina cristata
Casuarina cristata és una espècie de planta de la família de les Casuarinàcies, endèmica de Nova Gal·les del Sud. És un arbre perenne que es troba en zones seques, evitant zones exposades com crestes.